# Geldinstitute
gi Geldinstitute ist eine sechsmal jährlich erscheinende deutsche Fachzeitschrift im Bereich Bank-IT und -Organisation.

## Publikationen
Eine Website sowie der Newsletter ergänzen die Printausgabe. Als Sonderpublikation erscheint CallCenter for Finance zweimal jährlich.

## Best Process Award
gi Geldinstitute verleiht in Kooperation mit dem Forschungscenter ProcessLab den Best Process Award. In diesem Wettbewerb werden „die besten Geschäftsprozesse der Finanzwelt“ ausgezeichnet.